# Józef Kochman

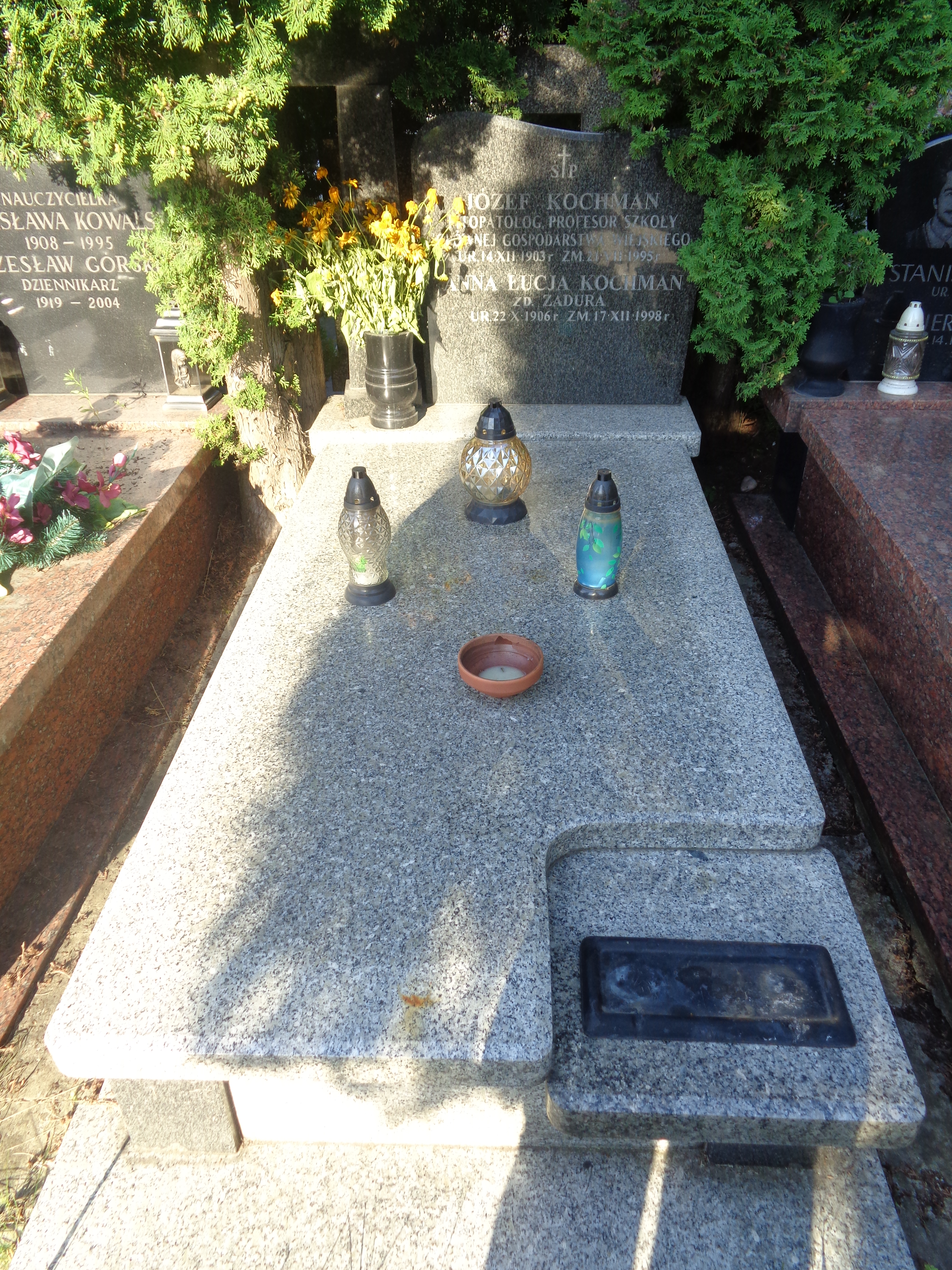
Grób Józefa Kochmana na Cmentarzu na Służewie przy ul Renety

Józef Kochman (ur. 14 grudnia 1903 w Soninie koło Łańcuta  – zm. 21 lipca 1995 w Warszawie) – polski fitopatolog, mykolog, od 1946 prof. SGGW, od 1954 członek korespondent, od 1966 członek rzeczywisty PAN.

## Życiorys
W 1928 ukończył czteroletnie studia na Uniwersytecie Jagiellońskim, a następnie wyjechał do Puław, gdzie przez trzy lata był asystentem prof. Wincentego Siemaszki w Państwowym Instytucie Naukowym Gospodarstwa Wiejskiego. W 1931 przedstawił na macierzystej uczelni pracę doktorską i przeniósł się do Warszawy, gdzie prof. Siemaszko kierował Zakładem Fitopatologii w Szkole Głównej Gospodarstwa Wiejskiego (SGGW). Do wybuchu II wojny światowej Józef Kochman był starszym asystentem, podczas wojny był nauczycielem w Miejskiej Szkole Ogrodniczej, a także wykładał na tajnych kompletach SGGW. Po zakończeniu działań wojennych zastąpił zmarłego w 1943 profesora Wincentego Siemaszkę i objął kierownictwo Zakładu Fitopatologii. Pod koniec 1945 przedstawił pracę habilitacyjną, a rok później uzyskał tytuł profesora nadzwyczajnego. W 1957 został profesorem zwyczajnym, pełnił funkcję dziekana Wydziału Ogrodniczego, a następnie był prorektorem SGGW, został również uhonorowany tytułem doktora honoris causa. Mimo iż w 1974 przeszedł na emeryturę pozostał czynny zawodowo, był honorowym członkiem Polskiego Towarzystwa w 1981 otrzymał honorowe członkostwo Polskiego Towarzystwa Fitopatologicznego. 
Profesor Kochman zmarł 21 lipca 1995 w Warszawie i został pochowany na starym cmentarzu na Służewie.

## Dorobek naukowy
Józef Kochman pozostawił po sobie ok. 150 prac naukowych, felietonów i materiałów wykładowych, ponad 50 prac poświęcił morfologii, epidemiologii oraz sposobom zwalczania wirusów i grzybów atakujących rośliny ogrodnicze, ozdobne i rolnicze. Wśród publikacji znajduje się opublikowana w 1936 monografia polskich grzybów głowniowych, stworzył dwie publikacje wydane w ramach serii "Flora polska" ("Peronosporales" w 1970 i "Ustilaginales" w 1973) oraz był autorem podręczników akademickich ("Fitopatologia" i "Mykologia dla fitopatologów").

## Członkostwo
- Polska Akademia Nauk (członek rzeczywisty od 1966)[2];
  - Komitet Ochrony Roślin PAN (przewodniczący);
- Towarzystwo Naukowe Warszawskie (od 1947 członek korespondent, od 1949 członek zwyczajny);
  - od 1981 Przewodniczący Wydziału IV Nauk Biologicznych;
- Polskie Towarzystwo Botaniczne (członek honorowy);
- Polskie Towarzystwo Fitopatologiczne (członek honorowy).

## Odznaczenia
- Krzyż Komandorski Orderu Odrodzenia Polski;
- Krzyż Oficerski Orderu Odrodzenia Polski;
- Złoty Krzyż Zasługi;
- Medal Komisji Edukacji Narodowej.